# Light In a Small Prism
『Light In a Small Prism』（ライト・イン・ア・スモール・プリズム）は、LISPのオリジナルアルバム。2011年4月27日にDIVE II entertainmentから発売された。

## 概要
販売形態はふぁみりすぷ（準備室）限定盤（CD+2DVD）・DVD付（CD+DVD）・通常盤（CDのみ）の3種リリースで、ふぁみりすぷ（準備室）限定盤とDVD付のDISC2（DVD）には「あなたにVacuum!〜ちょいやわらかめ〜」、「あなたにVacuum!〜ちょいかため〜」、「恋する乙女のカタルシス」、「You May Dream」、「Love The Music」のPVの他、ドキュメント映像「ロード・オブ・ザ・LISP」が、ふぁみりすぷ（準備室）限定盤のDISC3（DVD）には2010年9月23日に品川ステラボールで行われた『DIVEIILISP SUMMIT-はじまりすぷ-』がそれぞれ収録されている。

## 収録曲
1. 'キミとセツゾク。 [3:09][1]
作詞：池畑伸人、作曲・編曲：綾部薫
公式サイトのBGMを再利用したミステリアスな楽曲[4]。
2. ある意味!この旅!!センセーション!? [3:40][1]
作詞：池畑伸人・AKIRA☆STAR、作曲・編曲：AKIRA☆STAR
オンラインゲーム『トリックスター〜みみとしっぽの大冒険〜』テーマソング
BS11『真・週刊コミックTV+』4月オープニングテーマ
オンラインゲームのタイアップということもあり、わくわく感のある明るい雰囲気に仕上がっている[4]。
3. あなたにVacuum!〜ちょいかため〜[3:23][1]
作詞：池畑伸人・AKIRA☆STAR、作曲・編曲：AKIRA☆STAR
テレ玉『玉ニュータウン』2010年11月度エンディングテーマ
4. You May Dream（オーロラ･ライジングver.） [3:49][1]
作詞：池畑伸人、作曲・編曲：長岡成貢
テレビアニメ『プリティーリズム・オーロラドリーム』オープニングテーマ
5. 恋する乙女のカタルシス [3:46][1]
作詞：池畑伸人・船迫桃代、作曲・編曲：大谷靖夫
テレビアニメ『這いよる!ニャルアニ リメンバー・マイ・ラブ（クラフト先生）』主題歌
6. あなたにVacuum!〜ちょいやわらかめ〜 [3:41][1]
作詞：rom△ntic high、作曲：原広明、編曲：長岡成貢
7. Love The Music ＜ジャイロコプター Ver.＞  [4:33][1]
作詞・作曲：AKIRA☆STAR、編曲：長岡成貢
8. dS17 ※LISPの自己紹介ソングってコト。  [3:57][1]
作詞：AKIRA☆STAR・谷藤律子、作曲・編曲：AKIRA☆STAR
WEBラジオ『おしゃべりすぷ』リスナー参加型作品
『おしゃべりすぷ』で募集した、ファンから見たメンバー全員への人物像を繋ぎ合わせて歌詞にした曲で[5]、曲中には各メンバーによるアドリブが取り入れられている[6]
9. I wish・・・ [4:09][1]
作詞：阿澄佳奈、作曲：白戸佑輔、編曲：長岡成貢
メンバー曰く「元気が出るような」ガールルロック風の応援ソングで、失恋した後の僅かな希望がテーマになっている。作詞は曲を聴いた後に行われた[7]。
10. Tomorrow [3:54]
作詞：原紗友里、作曲・編曲：山下洋輔
両想いをテーマとした[4]希望に満ち溢れた曲だが、当初はイチャイチャなものにするつもりだった[8]。
11. ぎう゛・らう゛・とぅ・みぃ[3:41][1]
作詞：片岡あづさ、作曲：原広明、編曲：長岡成貢
12. ラムのラブソング （Bonus track） [3:54][1]
作詞：伊藤アキラ、作曲：小林泉美、編曲：AKIRA☆STAR
13. あなたにVacuum!〜ちょいやわらかめ〜 <A Love Supreme for“Funk Love" Ver.> （Bonus track） [3:49][1]
14. あなたにVacuum!〜ちょいかため〜 <Jumpin‘ & Pumpin' Ver.> （Bonus track） [3:32][1]
15. Surprise Reprise（Bonus track） [2:33][1]
作曲・編曲：綾部薫
「キミとセツゾク」をオルゴールにアレンジした曲[5]。

DISC2（DVD）［ふぁみりすぷ（準備室）限定盤・DVD付のみ］
1. あなたにVacuum! 〜ちょいやわらかめ〜（MV）
2. あなたにVacuum! 〜ちょいかため〜 （MV）
3. 恋する乙女のカタルシス（MV）
4. You May Dream（MV）
5. ロード・オブ・ザ・LISP 2010

DISC3（DVD）［ふぁみりすぷ（準備室）限定盤のみ］
1. DIVEIILISP SUMMIT -はじまりすぷ-@品川ステラボール